# Nova Esquerda
A Nova Esquerda (em inglês:  New Left) foi um amplo movimento político principalmente nas décadas de 1960 e 1970. Consistia de ativistas do mundo ocidental que faziam campanha por uma ampla gama de questões sociais, como direitos civis e políticos, feminismo, direitos dos homossexuais, papéis de gênero e reformas nas políticas de drogas. Alguns veem a Nova Esquerda como uma reação de oposição aos movimentos marxistas e sindicais anteriores por justiça social que se concentravam no materialismo dialético e na classe social, enquanto outros que usaram o termo veem o movimento como uma continuação e revitalização dos objetivos esquerdistas tradicionais.
Alguns que se identificaram como "Nova Esquerda" rejeitaram o envolvimento com o movimento operário e a teoria histórica da luta de classes do marxismo, embora outros tenham gravitado em torno de suas próprias formas de marxismo e marxismo-leninismo, como o Novo Movimento Comunista (inspirado no maoismo) nos Estados Unidos ou o K-Gruppen no mundo de língua alemã. Nos Estados Unidos, o movimento foi associado aos movimentos de protesto anti-guerra no campus universitário, incluindo o Movimento pela Liberdade de Expressão.
A Nova Esquerda é um termo utilizado para se referir aos movimentos políticos de esquerda surgidos em vários países a partir da década de 1960. Eles se diferenciam dos movimentos de esquerda anteriores que haviam sido mais orientados para um ativismo trabalhista, e adotam uma definição de ativismo político mais ampla, comumente chamada de ativismo social. Nos Estados Unidos, a Nova Esquerda está associada aos movimentos populares, como o Hippie, os de protesto à Guerra do Vietnã e pelos direitos civis, que visavam acabar com a opressão de classe, gênero, raça e sexualidade. Na Europa, a Nova Esquerda foi um movimento intelectualmente dirigido, que buscava corrigir os erros dos antigos partidos de esquerda no período do pós-guerra. O movimento começou a perder força na década de 1970, quando ativistas ou se engajavam em projetos partidários, desenvolviam organizações de justiça social ou se tornaram inativos no movimento.
O ex-Beatle John Lennon também exerceu grande influência no movimento, chegando a ser investigado pelo FBI por causa de suas ideologias políticas. Através de sua influência, lutou pelo fim da Guerra do Vietnã e também tentou forçar a derrota de Richard Nixon nas eleições de 1972 nos Estados Unidos, tendo em razão disso quase sido deportado.

## Origem

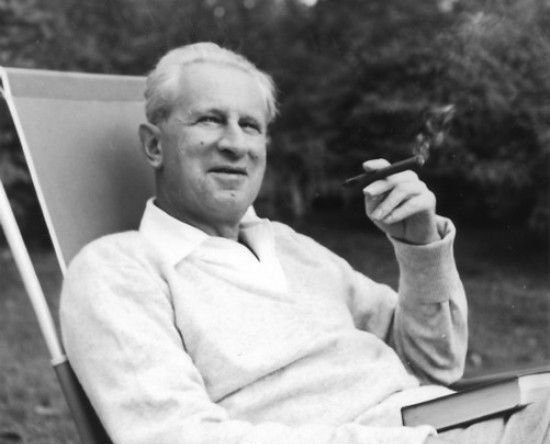
Herbert Marcuse, associado à Escola de Frankfurt da teoria crítica, é celebrado como o "Pai da Nova Esquerda"

As origens da Nova Esquerda foram atribuídas a vários fatores. Notavelmente, a resposta confusa do Partido Comunista dos EUA e do Partido Comunista da Grã-Bretanha à Revolução Húngara de 1956 levou alguns intelectuais marxistas a desenvolver uma abordagem mais democrática da política, oposta ao que eles viam como a política centralizada e autoritária dos partidos de esquerda do pré-guerra. Aqueles comunistas que ficaram desiludidos com os partidos comunistas devido ao seu caráter autoritário finalmente formaram a "nova esquerda", primeiro entre intelectuais dissidentes do Partido Comunista e grupos universitários no Reino Unido, e mais tarde ao lado do radicalismo universitário nos Estados Unidos e no Bloco Ocidental. O termo nouvelle gauche já era corrente na França na década de 1950. Foi associado ao France Observateur e seu editor Claude Bourdet, que tentou formar uma terceira posição, entre as tendências stalinistas e social-democratas dominantes da esquerda e os dois blocos da Guerra Fria. Foi dessa "nova esquerda" francesa que a "Primeira Nova Esquerda" da Grã-Bretanha tomou emprestado o termo.
O teórico crítico alemão Herbert Marcuse é referido como o "Pai da Nova Esquerda". Ele rejeitou a teoria da luta de classes e a preocupação marxista com o trabalho. De acordo com Leszek Kołakowski, Marcuse argumentou que, uma vez que "todas as questões da existência material foram resolvidas, os comandos e proibições morais não são mais relevantes". Ele considerava a realização da natureza erótica do homem, ou Eros, como a verdadeira libertação da humanidade, que inspirou as utopias de Jerry Rubin e outros. No entanto, Marcuse também acreditava que o conceito de Logos, que envolve a razão de alguém, também absorveria Eros com o tempo. O proeminente pensador da Nova Esquerda, Ernst Bloch, acreditava que o socialismo provaria ser o meio para todos os seres humanos se tornarem imortais e finalmente criarem Deus.
Os escritos do sociólogo Charles Wright Mills, que popularizou o termo 'Nova Esquerda' em uma carta aberta de 1960, também dariam grande inspiração ao movimento. O biógrafo de Mills, Daniel Geary, escreve que seus escritos tiveram um "impacto particularmente significativo nos movimentos sociais da Nova Esquerda dos anos 1960".